# 清見村立池本小学校森茂分校
清見村立池本小学校森茂分校（きよみそんりつ いけもとしょうがっこう　もりもぶんこう）は、かつて岐阜県大野郡清見村（現・高山市清見町）に存在した公立小学校の分校。

## 概要
- 清見村大字森茂（現・高山市清見町森茂）が校区であった。1972年廃校。
- 森茂地区は庄川支流の森茂川上流部の集落であった。1972～1973年に全住民が集団移転しており、2019年時点も人口は0である。

## 沿革
森茂分校の前身の池本尋常小学校森茂分教場が正式認可されたのは1908年である。ここではそれ以前についても記述する。
- 1905年（明治38年）11月4日 - 森茂地区は池本尋常小学校のあった池本地区から離れていたこともあり、民家を仮校舎として、冬季間（9月1日～翌年3月31日）のみ仮教室が設置される。住民有志により寺小屋教育であった。
- 1907年（明治40年）11月20日 - 民家を移築し、校舎が完成。
- 1908年（明治41年）9月1日 - 正式に認可され、池本尋常小学校森茂分教場として開校。通年の分教場となる。
- 1916年（大正5年） - 校舎を増築する。
- 1931年（昭和5年）11月5日 - 校舎を新築する。
- 1939年（昭和14年） - 青年学校を併設する。
- 1941年（昭和16年）4月1日 - 池本国民学校森茂分教場に改称する。
- 1947年（昭和22年）4月1日 - 清見村立池本小学校森茂分校に改称する。池本中学校森茂分校を併設。
- 1953年（昭和38年）4月 - 清見村内の中学校が統合され、清見中学校が開校。池本中学校森茂分校は清見中学校森茂分校となる。
- 1967年（昭和42年）8月 - 清見中学校森茂分校を廃止。池本小学校森茂分校は単独校となる。
- 1972年（昭和47年）11月30日 - 森茂地区の全住民が集団移転することとなり、廃校。